# Concord Railroad
Die Concord Railroad (CR) ist eine ehemalige Eisenbahngesellschaft in New Hampshire und Massachusetts (Vereinigte Staaten). Sie wurde am 27. Juni 1835 gegründet und beabsichtigte, die bereits in Planung bzw. Bau befindliche Nashua and Lowell Railroad nach Norden bis nach Concord, der Hauptstadt des Bundesstaats New Hampshire, zu verlängern. 1842 wurde die 55,3 Kilometer lange normalspurige Bahnstrecke Nashua–Concord eröffnet. Später verlängerte die Boston, Concord and Montreal Railroad die Bahn weiter nach Norden.
Am 1. Dezember 1856 pachtete die CR die Manchester and Lawrence Railroad für fünf Jahre, nachdem bereits vom 1. November 1850 bis zum 1. November 1853 ein ähnlicher Vertrag bestand. Der Vertrag wurde am 27. Dezember 1860 verlängert, jedoch am 1. August 1867 aufgelöst. Die Manchester&Lawrence besaß auch Anteile an der 1861 durch die CR gegründeten Hooksett Branch Railroad, die 1862 den Suncook Loop baute. Auch über die Auflösung des Pachtvertrags hinaus führte die CR den Betrieb auf der Manchester&Lawrence.
1859 musste die Merrimac and Connecticut Rivers Railroad (MCRR) aus finanziellen Gründen geteilt werden. Die CR hatte zu diesem Zweck am 28. Juni 1858 die Manchester and North Weare Railroad gegründet, die den südlichen Teil des MCRR-Netzes übernahm. Weitere Pachtverträge schloss die CR am 1. Januar 1862 mit der Concord and Portsmouth Railroad, am 1. Januar 1870 mit der Suncook Valley Railroad sowie am 1. Januar 1876 mit der Nashua, Acton and Boston Railroad. 1882 erwarb die CR die Hälfte der Anteile an der Connecticut River Railroad, die andere Hälfte gehörte der Boston and Lowell Railroad, die vom 1. Juli 1884 bis 1. Dezember 1885 auch den CR-Anteil pachtete.
Die CR fusionierte am 19. September 1889 mit der Boston, Concord and Montreal Railroad zur Concord and Montreal Railroad, die 1895 durch die Boston and Maine Railroad gepachtet wurde. Die Hauptstrecke der CR zwischen Nashua und Concord ist heute noch in Betrieb und wird inzwischen durch die Pan Am Railways genutzt. Von den durch Pachtverträge an die CR gebundenen Bahnen sind bis auf die ehemalige Connecticut River Railroad nur noch kurze Abschnitte ausgehend von der Hauptstrecke übrig.